# Alnholm
Alnholm är ett naturreservat som omfattar huvuddelen av ön med detta namn i Sankt Annas skärgård i  Söderköpings kommun i Östergötlands län.
Området är naturskyddat sedan 1971 och är 3 hektar stort. Reservatet består i norr av kala klippor, i söder av lundar av främst oxel och ek.